# Азну, Адам
Адам Азну бин Аль-Шейх (исп. Adam Aznou Ben Cheikh; араб. أدم أزنو بن الشيخ‎; родился 2 июня 2006, Барселона) — испанский и марокканский футболист, крайний защитник английского клуба «Эвертон» и национальной сборной Марокко.

## Клубная карьера
Родился в Барселоне в семье выходцев из Марокко. Футбольную карьеру начал в академии местного клуба «Дамм», в 2019 году присоеднился к Ла Масии, детско-юношеской академии клуба «Барселона». Летом 2022 года присоединился к академии немецкой «Баварии». 19 февраля 2024 года дебютировал в составе клуба «Бавария II» в матче Региональной лиги «Бавария» против «Гройтер Фюрт II». 2 ноября 2024 года дебютировал в Бундеслиге, выйдя на замену Алфонсо Дейвису в матче против берлинского «Униона».
3 февраля 2025 года отправился в аренду в испанский клуб «Реал Вальядолид» до конца сезона 2024/25.
29 июня 2025 года перешёл в английский клуб «Эвертон», подписав четырёхлетний контракт.

## Карьера в сборной
Выступал за сборные Испании и Марокко разных возрастных групп.
В конце августа 2024 года получил свой первый вызов в главную сборную Марокко на отборочные матчи Кубка африканских наций. 9 августа 2024 года дебютировал за сборную Марокко, выйдя в стартовом составе в матче против сборной Лесото.

## Статистика выступлений

### Клубная статистика
| Выступление       | Выступление                 | Выступление      | Лига | Лига | Кубок | Кубок | Еврокубки | Еврокубки | Прочие | Прочие | Итого | Итого |
| Клуб              | Лига                        | Сезон            | Игры | Голы | Игры  | Голы  | Игры      | Голы      | Игры   | Голы   | Игры  | Голы  |
| ----------------- | --------------------------- | ---------------- | ---- | ---- | ----- | ----- | --------- | --------- | ------ | ------ | ----- | ----- |
| Бавария           | Бундеслига                  | 2023/24          | 0    | 0    | 0     | 0     | 0         | 0         | 0      | 0      | 0     | 0     |
| Бавария           | Бундеслига                  | 2024/25          | 2    | 0    | 0     | 0     | 1         | 0         | 1      | 0      | 4     | 0     |
| Бавария           | Итого                       | Итого            | 2    | 0    | 0     | 0     | 1         | 0         | 1      | 0      | 4     | 0     |
| Бавария II        | Региональная лига «Бавария» | 2023/24          | 11   | 0    | 0     | 0     | 0         | 0         | 0      | 0      | 11    | 0     |
| Бавария II        | Региональная лига «Бавария» | 2024/25          | 7    | 0    | 0     | 0     | 0         | 0         | 0      | 0      | 7     | 0     |
| Бавария II        | Итого                       | Итого            | 18   | 0    | 0     | 0     | 0         | 0         | 0      | 0      | 18    | 0     |
| → Реал Вальядолид | Примера                     | 2024/25          | 13   | 0    | 0     | 0     | 0         | 0         | 0      | 0      | 13    | 0     |
| → Реал Вальядолид | Итого                       | Итого            | 13   | 0    | 0     | 0     | 0         | 0         | 0      | 0      | 13    | 0     |
| Эвертон           | Премьер-лига                | 2025/26          | 0    | 0    | 0     | 0     | 0         | 0         | 0      | 0      | 0     | 0     |
| Эвертон           | Итого                       | Итого            | 0    | 0    | 0     | 0     | 0         | 0         | 0      | 0      | 0     | 0     |
| Всего за карьеру  | Всего за карьеру            | Всего за карьеру | 33   | 0    | 0     | 0     | 1         | 0         | 1      | 0      | 35    | 0     |

### Статистика за сборную
| Сборная          | Сезон            | Товарищеские | Товарищеские | Официальные | Официальные | Итого | Итого |
| Сборная          | Сезон            | Игры         | Голы         | Игры        | Голы        | Игры  | Голы  |
| ---------------- | ---------------- | ------------ | ------------ | ----------- | ----------- | ----- | ----- |
| Марокко          |                  |              |              |             |             |       |       |
| 2024             | 0                | 0            | 3            | 0           | 3           | 0     |       |
| Всего за карьеру | Всего за карьеру | 0            | 0            | 3           | 0           | 3     | 0     |

### Матчи за сборную
| № | Дата            | Оппонент | Счёт | Голы | Карточки | Минуты | Соревнование              |
| - | --------------- | -------- | ---- | ---- | -------- | ------ | ------------------------- |
| 1 | 9 сентября 2024 | Лесото   | 1:0  | —    | —        | 90'    | Отборочные матчи КАН 2025 |
| 2 | 15 ноября 2024  | Габон    | 5:1  | —    | —        | 3'     | Отборочные матчи КАН 2025 |
| 3 | 18 ноября 2024  | Лесото   | 7:0  | —    | —        | 76'    | Отборочные матчи КАН 2025 |

Итого: 3 матча / 0 голов; 3 победы, 0 ничьих, 0 поражений.